# Feuerwehrakademie Hamburg
Die Feuerwehrakademie Hamburg (bis 2018 Landesfeuerwehrschule/Akademie für Rettungsdienst und Gefahrenabwehr) in Hamburg ist die zentrale Ausbildungsstätte zur theoretischen und praktischen Aus- und Fortbildung der Angehörigen der Berufs- und Freiwilligen Feuerwehr Hamburg sowie der Werkfeuerwehr auf der Grundlage des Feuerwehrgesetzes Hamburg. Die Schule führt auch Ausbildungs- und Fortbildungsmaßnahmen für den Katastrophenschutz durch. Jährlich werden etwa 14.504 Einsatz- und Führungskräfte geschult und 955 Lehrgänge durchgeführt.

## Geschichte
Die Landesfeuerwehrschule Hamburg wurde am 1. Juli 1969 in den ehemaligen Schuleinrichtungen des Luftschutzhilfsdienst an der Müggenburger Straße mit der Ausbildungsabteilung F-05 gegründet.
Am 5. Oktober 1987 wurde die Schule zur Bredowstraße verlegt und mit mehreren Erweiterungen ergänzt (Übungshalle am 25. September 1999, Multifunktionshalle in April 2006, Bahntunnel und Industriebrandanlage in 2014).
Ein Rettungsdienst-Trainingsgebäude und eine Erweiterung des Hörsaalgebäudes befinden sich im Bau.

## Organisation

### Schulleiter
Aktueller Schulleiter ist Branddirektor Ben Bockemühl.
Übersicht der Schulleiter
| Zeitraum      | Name              |
| ------------- | ----------------- |
| 1969 bis 1988 | Ralf Lutz Glor    |
| 1988 bis 1990 | Dieter Brümmer    |
| 1990 bis 1994 | Werner Thon       |
| 1994 bis 2000 | Günter Julga      |
| 2000 bis 2007 | Jörg Schallhorn   |
| 2007 bis 2012 | Wolfgang Lindner  |
| 2012 bis 2013 | Stephan Wenderoth |
| 2013 bis 2023 | Bernd Herrenkind  |
| seit 2023     | Ben Bockemühl     |

### Fachbereiche
Fachbereich Brandschutz
Die Abteilung umfasst die Bereiche Brandbekämpfung, Mehrzweck-/Hohlstrahlrohrtraining, Wärmebildkamera und Vorbeugender Brandschutz.
Fachbereich Technische Gefahrenabwehr
Die Abteilung umfasst hydraulische und pneumatische Geräte, Fahrzeugtechnik, Gebäudetechnik (Aufzugsanlagen und Rolltreppen), Hubrettungsfahrzeuge und Patientengerechte Rettung.
Fachbereich Führung, Kommunikation, KatS und E-Learning
Die Abteilung umfasst Führung und Leitung von taktischen Einheiten (Staffel, Gruppe, Zug), Sprechfunk und die webbasierte Bildungsplattform CLIX.
ABC, Umwelt- und Atemschutz (CBRN)
Die Abteilung umfasst die ABC-Abwehr, Atemschutzgeräteträger-Ausbildung und Mobile-Atemschutzstrecke (MOBAS).
Institut für Rettungsdienst
Die Abteilung umfasst Erste-Hilfe-, Rettungssanitäter- und Rettungsassistenten-Ausbildung, sowie die Berufsfachschule für Notfallsanitäter.

## Florian Hamburg 05 HLF
Auszubildende der Berufsfeuerwehr Hamburg nehmen während der Ausbildung am regulären Tagesdienst mit einem HLF teil, geführt wird die Einheit von einem Ausbilder der Akademie.

## Lehrgänge
Lehrgänge werden durchgeführt in den Themenbereichen:
- Brandbekämpfung
- Technische Gefahrenabwehr
- Umwelt- und Atemschutz
- Feuerwehrführungslehre
- Rettungsdienst
- Berufliche Aus- und Weiterbildung.

## Anlagen und Ausstattung

### Fuhrpark
Diverse Löschfahrzeuge, Hilfeleistungslöschfahrzeuge (Fahrzeuge, die in der Berufsfeuerwehr Hamburg eingesetzt sind, werden Hamburger Löschfahrzeug genannt), Hubrettungsfahrzeuge und Rettungswagen.
Die MOBAS, Fahrzeuge der Feuerwehr Fahrschule (Führerscheinklassen C, CE, D) und andere Sonderkomponenten zur Ausbildung bzw. zur taktischen Reserve sind hier stationiert.

### Gebäude
Hauptgebäude und Hörsaalgebäude
Im Hauptgebäude sind mehrere Hörsäle für den theoretischen Unterricht.
Gegenwärtig befindet sich eine Erweiterung im Bau, die Fertigstellung ist geplant für das vierte Quartal 2023.
 Mehrzweckhalle 
- Unterirdische U-Bahnsteig Tunnelbrandanlage

 Halle A 
Mehrzweckhalle mit 8 Treppenanlagen zur Übung für das Anleitern und Abseilen, bzw. der Höhenabsturzsicherung.
 Trainingsgebäude 
Dreigeschossiges Gebäude für die Rettungsdienstkiche Ausbildung mit ausgebauter Rettungswache mit vier RTW Stellplätzen. Fertigstellung ist geplant für das 4. Quartal 2023.
 Übungsgelände 
- Übungsschiff Nixe (Nach Wassereinbruch am 4. Januar 2023 reparaturbedürftig, ob eine Reparatur durchgeführt wird, ist unklar.[11])
- Gasfeueranlage
- Oberirdischer U-Bahnsteig
- Rauchgasdurchzündungsanlage